# Ісилькуль
Ісількуль (рос. Исильку́ль; каз. Есілкөл) — місто в Омській області Росії, розташоване за 120 км на захід від Омська, адміністративного центру області. Населення: 24 482 (Перепис 2010)      

## Етимологія
Назва міста — казахська, де «Есіль» — це казахська назва річки Ішим, «куль» означає «озеро».

## Адміністративний і муніципальний статус
В рамках адміністративного поділу Ісількуль є адміністративним центром Ісількульського району, хоча і не входить до його складу. За адміністративно-територіальною одиницею виділяється окремо як місто обласного значення Ісількуль — адміністративна одиниця, яка за статусом прирівнюється до районів. Як муніципальне утворення місто обласного значення Ісількуль входить до складу Ісількуського муніципального району як селище міського типу Ісількуль.

## Транспорт
Місто є перевалочним пунктом південної гілки Транссибірської магістралі між Західно-Сибірською і Свердловською залізницями.